# Foradada del Toscar
Foradada del Toscar (aragónul La Foradada d'el Toscar) település Spanyolországban, Huesca tartományban. Foradada del Toscar Valle de Lierp, Isábena, Campo, Valle de Bardají, Graus, Santaliestra y San Quílez, La Fueva, Seira és Plan községekkel határos. Lakosainak száma 169 fő (2024).

## Népesség
A település népessége az utóbbi években az alábbiak szerint változott:
| Lakosok száma | 235  | 213  | 212  | 226  | 211  | 192  | 183  | 172  | 158  | 169  |
|               | 2001 | 2004 | 2006 | 2009 | 2011 | 2014 | 2016 | 2019 | 2021 | 2024 |